# Recques-sur-Hem
Recques-sur-Hem é uma comuna francesa na região administrativa de Altos da França, no departamento de Pas-de-Calais. Estende-se por uma área de 5,41 km². Em 2010 a comuna tinha 653 habitantes (densidade: 120,7 hab./km²).